# Oliver Twist (miniserija, 1999)
Oliver Twist je televizijska miniserija iz leta 1999, ki jo je produciral kanal ITV in je temeljila na romanu Oliver Twist Charlesa Dickensa.

## Igralska zasedba
Igralsko zasedbo sestavljajo:
- Sam Smith kot Oliver Twist
- Robert Lindsay kot Fagin
- Julie Walters kot ga. Mann
- Michael Kitchen kot g. Brownlow
- Alun Armstrong kot poveljnik Fleming
- Lindsay Duncan kot Elizabeth Leeford
- David Ross kot g. Bumble
- Andy Serkis kot Bill Sykes
- Tim Dutton kot Edward Leaford
- Marc Warren kot Monks
- Annette Crosbie kot ga. Bedwin
- Emily Woof kot Nancy
- Isla Fisher kot Bet
- Roger Lloyd Pack kot g. Sowerberry
- Sophia Myles kot Agnes Fleming
- Keira Knightley kot Rose Fleming Maylie
- Roland Manookian kot Charley Bates